# Astragalus diyarbakirensis
Astragalus diyarbakirensis es una especie de planta del género Astragalus, de la familia de las leguminosas, orden Fabales.

## Distribución
Astragalus diyarbakirensis se distribuye por Turquía (Diyarbakir).

## Taxonomía
Fue descrita científicamente por D. Podlech. Fue publicado en Sendtnera 6: 138 (1999).